# Germán Palacios
Germán Ignacio Palacios (* 30. května 1963 Buenos Aires, Argentina) je argentinský herec.
V televizi debutoval ve svých dvaceti letech, v 80. letech působil například v seriálech Aprender a vivir… 83, La viuda blanca, Amor prohibido či Los otros y nosotros. Již během této dekády se objevoval také v různých filmech. Začátkem 90. let hrál v seriálu La banda del Golden Rocket, objevil se také v cyklu Alta comedia. Poté ztvárnil několik rolí ve filmech, ale v dalších letech se věnoval především divadlu. Před kameru se více vrátil až po roce 2005, hrál například ve filmech Las vidas posibles a Los últimos, seriálu En terapia či brazilském seriálu Impuros.
Od roku 1999 je ženatý s herečkou Marinou Glezer, s níž má dvě děti.